# (7214) Anticlus
(7214) Anticlus (1973 SM1) – planetoida z grupy trojańczyków okrążająca Słońce w ciągu 11 lat i 246 dni w średniej odległości 5,14 j.a. Została odkryta 19 września 1973 roku.